# Bebe (singolo)
Bebe è un singolo del rapper statunitense 6ix9ine, pubblicato il 31 agosto 2018 come terzo estratto dal primo album in studio Dummy Boy. 

## Descrizione
Il singolo ha visto la collaborazione del rapper portoricano Anuel AA. Inoltre è stata la prima canzone interamente in spagnolo di 6ix9ine. Il video ufficiale è stato filmato nel Porto Rico e ha ricevuto più di un miliardo di views su YouTube.

## Tracce
1. Bebe (feat. Anuel AA) – 3:37

## Classifiche
| Classifica (2018) | Posizione massima |
| ----------------- | ----------------- |
| Canada            | 25                |
| Irlanda           | 81                |
| Stati Uniti       | 30                |
| Svezia            | 62                |
| Regno Unito       | 67                |